# Adobe Firefly
Pour les articles homonymes, voir Firefly.
Adobe Firefly est une application web d'intelligence artificielle générative capable notamment de créer des images, photographies ou vidéos à partir de descriptions textuelles. Elle est lancée par l'entreprise américaine Adobe le 23 mai 2023 et développée en collaboration avec Nvidia.
Les images ou vidéos générées par Adobe Firefly, sont présentées comme libre de droits,. Se réclamant être une IA générative éthique,,, l'entreprise déclare que les images/vidéos sont « commercialement sûres », ajoutant que « ce que Firefly génère ne viole aucun copyright et peut être utilisé par des professionnels du marketing, puisque l'entrainement des modèles est 100 % réalisé en interne, avec des images issues de la banque de données Adobe Stock ».
Dans un premier temps, il était seulement possible de générer des images (matricielles ou vectorielles), avant que Firefly permette de créer des vidéos,,.